# Maladie de Kienböck
 Mise en garde médicale
La maladie de Kienböck est une pathologie du lunatum, os central de la rangée proximale du carpe, qui peut aboutir à sa fracture et à son écrasement. Cela occasionne douleur, raideur, et progressivement dégradation du reste du poignet.
Le premier à avoir décrit des lésions fracturaires du lunatum est Etienne Destot, radiologue Lyonnais, dans son livre de 1905 : Le poignet et les accidents du travail – Etude radiographique et clinique. Il est toutefois purement descriptif, et n'a pas cherché à expliquer l'origine de cette pathologie.
Robert Kienböck, médecin Autrichien également radiologue, a lui aussi décrit des fractures du lunatum. Il les a expliquées par la présence d'une ostéomalacie et a publié ses travaux en 1910.
En 1916, Kellogg Speed s'est penché sur les fractures du lunatum et leurs causes possibles, et a évoqué, comme Kienböck, une ostéomalacie. C'est lui qui nomma cette pathologie « maladie de Kienböck ».
La notion de nécrose du lunatum n'est apparue que plus tard, notamment en 1924 avec Georg Axhausen, dans un article intitulé : « Pas de malacie, mais une nécrose du lunatum ! ».
Ainsi, même si la maladie de Kienböck porte le nom de ce radiologue Autrichien, la nature de nécrose du lunatum est apparue plus tardivement.

## Étiologie
Le mécanisme de la maladie de Kienböck n'est pas entièrement compris, mais une association de processus mécaniques, traumatiques et vasculaires est suspectée.
Des facteurs favorisants ont par ailleurs été identifiés. La présence d'un ulna court (variance ulnaire distale négative > 2 mm) est une caractéristique fréquemment retrouvée dans la population mais significativement associée à la survenue d'une maladie de Kienböck,,. Ce facteur expliquerait la prévalence plus importante de la maladie chez les sujets européens. L'ulna court serait à l'origine de contraintes plus importantes sur le lunatum.
Parmi les autres facteurs favorisants, on signalera la diminution de la pente radiale ou encore la déformation de Madelung.

## Diagnostic

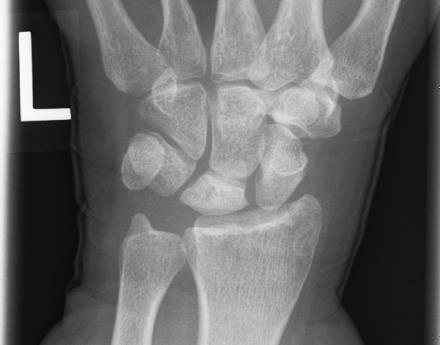
Maladie de Kienböck avec condensation visible du lunatum

Le principal symptôme est une douleur de la face dorsale du carpe.
Le diagnostic fait notamment appel à différentes modalités d'imagerie parmi lesquelles la radiographie, l'IRM ou encore la scintigraphie.
La radiographie est fréquemment normale à la phase initiale de la maladie. La scintigraphie osseuse se montre alors plus sensible en mettant en évidence une hyperfixation en regard du lunatum. L'IRM permet également le diagnostic précoce en révélant des anomalies de signal du lunatum, ce dernier apparaissant en hyposignal T1 et hypersignal en densité de protons.
Sur les formes plus évoluées, la radiographie permet le diagnostic de la maladie. Les anomalies radiographiques sont regroupées dans la classification de Lichtman qui reflète l'évolution de la maladie :
- Stade I : radiographie normale.
- Stade II : augmentation de la densité du lunatum.
- Stade IIIa : aplatissement du lunatum (de profil confirmé par une anomalie de l'index de Stahl).
- Stade IIIb : aplatissement du lunatum et bascule palmaire du scaphoïde (de profil confirmé par une anomalie de l'angle radio-scaphoïdien).
- Stade IIIc : Fracture du lunatum.
- Stade IV : arthrose intra-carpienne ou radio-carpienne (Kienböck's Disease Advanced Collapse : KDAC) .